# Saint-Pierre-Langers
 Saint-Pierre-Langers  es una población y comuna francesa, situada en la región de Baja Normandía, departamento de Mancha, en el distrito de Avranches y cantón de Sartilly.

## Demografía
| 998 | 947 | 960 | 1043 | 920 | 968 | 907 | 935 | 909 | 864 | 810 | 784 | 775 | 712 | 682 | 632 | 665 | 546 | 544 | 505 | 445 | 491 | 500 | 460 | 470 | 476 | 438 | 376 | 343 | 378 | 357 | 386 |
| Para los censos de 1962 a 1999 la población legal corresponde a la población sin duplicidades (Fuente: INSEE [Consultar]) |     |     |      |     |     |     |     |     |     |     |     |     |     |     |     |     |     |     |     |     |     |     |     |     |     |     |     |     |     |     |     |